# Olga Skabiejewa
Olga Władimirowna Skabiejewa (ros. Ольга Владимировна Скабеева; ur. 11 grudnia 1984 w Wołżskim) – rosyjska dziennikarka telewizyjna, komentatorka polityczna i propagandystka, prezenterka państwowej stacji telewizyjnej Rossija 1.

## Życiorys
Urodziła się w radzieckiej miejscowości Wołżski, w obwodzie wołgogradzkim. Uczęszczała do lokalnej, prywatnej szkoły rosyjsko-amerykańskiej, którą ukończyła z wyróżnieniem. W 2008 również z wyróżnieniem ukończyła studia na wydziale dziennikarstwa Petersburskiego Uniwersytetu Państwowego.
W trakcie studiów zaczęła pracę korespondentki mediów w Petersburgu. Po studiach przeniosła się do w Moskwy, gdzie pracowała w publicznej stacji telewizyjnej Rossija (późniejsza Rossija 1). Popularność zdobyła w latach 2012–2013 dzięki relacjom z moskiewskiego procesu członkiń zespołu Pussy Riot, wieców antyrządowych i dochodzeń w sprawie zwolenników opozycji. W 2015-2016 prowadziła program Wiesti.doc.
W 2013 wyszła za mąż za Jewgienija Popowa, od 2021 deputowanego do Dumy Państwowej Federacji Rosyjskiej. Mają syna Zachara (ur. 2014).
Od września 2016 wraz z mężem prowadziła w stacji Rossija 1 popularny polityczno-społeczny talk-show 60 minut.
Z ich oświadczeń majątkowych wynika, że w 2021 otrzymali wynagrodzenie w wysokości 33,5 mln rubli (około 1,4 mln złotych). Tymczasem związana z Aleksiejem Nawalnym Fundacja Walki z Korupcją ujawniła, że posiadają w Moskwie nieruchomości warte ok. 300 milionów rubli (ponad 12 mln zł). Ponadto Popow na kampanię wyborczą z ramienia putinowskiej Jednej Rosji przeznaczył w 2021 ok. 40 mln rubli (ok. 1,7 mln zł).
Za popieranie inwazji Rosji na Ukrainę i nawoływanie do przemocy została obłożona sankcjami Unii Europejskiej i innych krajów.

## Postawa wobec wojny na Ukrainie
Od 2014 Skabiejewa wielokrotnie wyrażała się pochlebnie o aneksji Krymu, późniejszej inwazji Rosji na Ukrainę, nazywała Ukraińców nazistami lub faszystami. Krytykowała protesty przeciwko wojnie, zaś cel wojny określała jako „ochronę mieszkańców Donbasu przez nazistowskim reżimem”. W jednym z programów 60 minut mówiła o denazyfikacji jako „likwidacji”, której można dokonać przez „ścięcie głów”: „Wtórowała gościowi, Aleksiejowi Żurawlowowi, członkowi Dumy Państwowej i przewodniczącemu nacjonalistycznej partii Rodina, który powiedział, że denazyfikacja powinna być dokonana przez rozstrzelanie lub ścięcie”.
28 kwietnia 2022 powiedziała o działaniach wojennych: „Wszystko będzie bardzo dobrze, wnioskując z materiałów filmowych, opublikowanych przez MSZ i agonii, która dotknęła cały zachód. Rozumieją, że trzeba ratować Ukrainę, ale oczywiście nie pozwolimy im jej uratować”. Powielała kłamstwa mówiąc, że „Ukraińcy byli zachwyceni, widząc rosyjskie wojska w swoim kraju”, rzekomo wymachiwali rosyjskimi flagami i traktowali Rosjan w Charkowie „jak prawdziwych wyzwolicieli”.
W kwietniu 2022, po zatopieniu rosyjskiego krążownika „Moskwa”, ogłosiła na antenie Rossija 1, że „trzecia wojna światowa już się rozpoczęła”.
Za rosyjską zbrodnię w Buczy obwiniała siły ukraińskie, które jej zdaniem dokonały masakry mieszkańców. Sugerowała również, że to żołnierze ukraińscy atakują cywilów próbujących się ewakuować z zagrożonych terenów: „Ukraińscy naziści tak się boją naszych żołnierzy, że strzelają do każdego podejrzanego cywilnego samochodu”. W lipcu 2022 goszczący w programie Skabiejewej Michaił Markełow (doradca partii Jedna Rosja) powiedział, że należy rozważyć zabójstwo przedstawicieli władz Ukrainy, w tym prezydenta Wołodymyra Zełenskiego.
Skabiejewa wzywała do ataków na inne kraje, w tym na członków NATO. 31 maja 2022 powiedziała: „Jesteśmy zmuszeni do demilitaryzacji nie tylko Ukrainy, ale całego Sojuszu Północnoatlantyckiego”. Twierdziła, że czterdzieści państw wypowiedziało Rosji wojnę. W lipcu Igor Korotczenko oferował w jej programie „pięć milionów euro lub dolarów za głowę Lecha Wałęsy”. Były prezydent Polski został nazwany „nazistą” i „łajdakiem” po wywiadzie, jakiego udzielił francuskiemu dziennikowi Le Figaro. Mówił w nim m.in. o konieczności powstania narodów zniewolonych przez Rosję i wcielonych do Federacji Rosyjskiej, jednak jego wypowiedzi w rosyjskiej telewizji zostały zmanipulowane.
Skabiejewa oskarżała inne państwa, w tym Polskę, o sympatyzowanie z faszyzmem: „Faszystowski terror pleni się nie tylko na Ukrainie, ale także w Europie”. Sugerowała, że Polska może utracić niepodległość, jeśli będzie krytykować rosyjską ideologię: „Polski premier Mateusz Morawiecki powiedział, że ruski mir stanowi zagrożenie dla całej Europy. Nawoływał też do całkowitego zniszczenia ideologii monstrum, nazywając ją rakiem. Oznacza to, że historia niczego ludzi nie uczy. Przecież dzięki takim zadowolonym z siebie i aroganckim idiotom Polska już kilkakrotnie przestała istnieć jako niepodległe państwo”.
W czerwcu goszczący w jej programie deputowany Dumy Państwowej Oleg Morozow sugerował porywanie do Moskwy zachodnich polityków, którzy odwiedzają Kijów. W lipcu 2022 groziła Polakom atakiem ze strony Rosji: „Jeśli Amerykanie, broń Boże, dostarczą rakiety o zasięgu 300 kilometrów – to nie możemy na tym poprzestać. Pójdziemy aż do Warszawy”. We wrześniu 2022 goszczący w jej programie Andriej Gorulow (deputowany Dumy) groził Europie użyciem broni atomowej. Za odpowiedni cel uznał Wielką Brytanię. Skabiejewa poparła jego postulat i wskazała, że pogrzeb królowej Elżbiety II jest dobrą okazją do ataku, gdyż w Londynie przebywa „wiele ważnych osób”.

## Krytyka
W Rosji nazywana „Żelazną lalką telewizji Putina” (ros. Железная кукла путинского ТВ). W programach propagandowych uważana jest za „dziennikarkę do zadań specjalnych”. Podczas dyskusji często wygłasza skandaliczne wypowiedzi, zniesławiając i obrażając osoby myślące inaczej, w szczególności przedstawicieli opozycji. Według Wacława Radziwinowicza, specjalisty od polityki rosyjskiej, na wizji „krzykliwa, agresywna, mocno szorstka”, stała się „kobiecą twarzą wojny”.
W kwietniu 2022 Anna Łabuszewska, ekspertka do spraw rosyjskich mediów związana z „Tygodnikiem Powszechnym”, oceniła Skabiejewą słowami: „Nie jest dziennikarką. Jest funkcjonariuszką wydziału propagandy Kremla, realizującą zadania. Propaganda to filar władzy Putina. Funkcjonariusze są świetnie wynagradzani, o czym świadczy m.in. wypasiona posiadłość jej i jej męża Jewgienija Popowa. Małżeńska para dziennikarzy w Rosji pracująca w mediach zwyczajnych nie mogłaby sobie na coś takiego pozwolić”.
Wasilij Gatow, ekspert do spraw rosyjskich mediów z Uniwersytetu Południowej Kalifornii, nazywa Skabiejewą „potworem”, a jej wypowiedzi „skandalicznymi”: „Jeden z głównych tonów rosyjskiej propagandy to pokazanie Zachodu jako strasznego, zhańbionego i dekadenckiego, a nas, wielki naród Rosji, jako ostatni bastion moralności”.
24 sierpnia 2022 Stowarzyszenie Dziennikarzy Polskich wydało oświadczenie między innymi w sprawie Skabiejewej. Postulowano „uznanie za zbrodniarzy wojennych także propagandystów rosyjskich zachęcających w kremlowskich mediach do agresji na Ukrainę i próbujących usprawiedliwiać masowe mordy, gwałty i rabunki”. W uzasadnieniu napisano: „Oszustwo, dezinformacja, a nade wszystko podżeganie do nienawiści, do zabijania niewinnych ludzi w niepodległym kraju, nigdy nie będą uważane za dziennikarstwo, a ośrodki rosyjskiej propagandy nigdy nie staną się mediami”.
Jesienią 2022 wykorzystała przeprowadzoną przez Grzegorza Brauna antyukraińską demonstrację w Polsce, przeinaczając wypowiedzi polskich polityków.

## Sankcje

### Unia Europejska
W lutym 2021 łotewska Krajowa Rada ds. Mediów Elektronicznych (NEPLP) zakazała na terenie Łotwy nadawania telewizji Rossija 1, między innymi z powodu podżegania do nienawiści i do wojny oraz nawoływania do porwania i zabójstwa Swiatłany Cichanouskiej, które miały miejsce w programie 60 minut. Dyrektor Rady uzasadnił decyzję następującymi słowami: „Mówili publicznie, że należy uprowadzić i zabić kobietę [Cichanouską]. Nazywali Ukrainę państwem terrorystycznym. Chcieli włączyć do Rosji estońskie miasto Narwa. Mówili, że łotewskie miasto Jēkabpils jest rosyjskie, że należy poderwać rosyjskie samoloty, wysłać je na Sztokholm i Berlin, gdyż Rosji jest potrzebna mała, ale zwycięska wojna. Nie będziemy tolerować na Łotwie wezwań do nienawiści i wojny”. W czerwcu 2022 zakazem nadawania objęto łącznie osiemdziesiąt rosyjskich kanałów.
W lutym 2022, po rozpoczęciu rosyjskiej inwazji na Ukrainę, Rada Unii Europejskiej nałożyła na Skabiejewą i kilkaset innych osób z otoczenia Putina sankcje za wspieranie działań podważających integralność terytorialną, suwerenność i niezależność Ukrainy. W uzasadnieniu podano: „rozpowszechnia antyukraińską propagandę, promuje pozytywny stosunek do aneksji Krymu i działań separatystów w Donbasie. W swoim programie konsekwentnie przedstawiała sytuację na Ukrainie w stronniczy sposób, opisując ten kraj jako sztuczne państwo. […] Wyprosiła gościa, który nie zgadzał się z linią narracyjną propagandy rosyjskiej. […] Wydaje się, że jest świadoma cynicznej roli, jaką odgrywa – wraz ze swoim mężem – w machinie rosyjskiej propagandy”.

### Inne kraje
W marcu 2022 jako propagandystka została wpisana na listę sankcyjną Wielkiej Brytanii i Szwajcarii, a w lipcu 2022 Kanady – jako „rosyjska postać dezinformacji i propagandy” odpowiedzialna „za tworzenie warunków i wspieranie niesprowokowanej i nieuzasadnionej inwazji Rosji na Ukrainę”. W marcu 2022 sankcje nałożyła na nią Australia, uzasadniając „szerzeniem dezinformacji, próbami legitymizowania niesprowokowanej i nielegalnej inwazji na Ukrainę”. 24 lutego 2023 została wpisana na listę sankcji w Stanach Zjednoczonych, za rozpowszechnianie prorosyjskiej propagandy na rzecz wojny z Ukrainą.
22 marca 2022 Prokurator Generalny Ukrainy Iryna Wenediktowa poinformowała o prowadzeniu dochodzenia wobec podejrzanych Skabiejewej i Dmitrija Kisielowa (prezenter telewizyjny, dyrektor Rossija siegodnia). Prokuratura zajęła ponad 40 godzin nagrań wypowiedzi medialnych obu osób, które tuszowały rosyjskie ataki na cywilów, nawoływały do agresji militarnej i siłowego przejęcia władzy na Ukrainie oraz zajęcia jej terytorium.
Na Ukrainie publiczne odtwarzanie programu 60 minut (podobnie jak innych propagandowych programów mediów rosyjskich) jest zakazane prawnie. Za złamanie zakazu grozi pięć lat pozbawienia wolności.